# Pocrí (distrito)
Pocrí é um distrito da província de Los Santos, Panamá. Possui uma área de 279,60 km² e uma população de 3.397 habitantes (censo 2000), perfazendo uma densidade demográfica de 12,15 hab./km². Sua capital é a cidade de Pocrí.